# Таарабт, Адель
Аде́ль Таара́бт (фр. Adel Taarabt, араб. عادل تعرابت‎; род. 24 мая 1989, Фес) — марокканский футболист, полузащитник. Выступал за сборную Марокко.

## Биография
Адель Таарабт родился в Марокко, но уже в раннем возрасте переехал с семьей во Францию, где с 2004 сперва выступал за молодёжную, а затем и за взрослую команды «Ланса».
Зимой 2007 года часть его прав была выкуплена клубом «Тоттенхэм Хотспур», а через полгода клуб сообщил о полном выкупе трансфера игрока. В 2009 году выступал на правах аренды за клуб английского Чемпионшипа «Куинз Парк Рейнджерс». В 2010 году КПР выкупил контракт футболиста за £ 1 млн. 21 марта 2011 года признан лучшим футболистом в чемпионшипа и помог своей команде выйти в премьер-лигу. В 37 матчах того сезона в Чемпионшипе он забил 15 мячей. Игрок заинтересовал французский ПСЖ, который даже готов был предложить за него € 15 млн плюс € 7 млн в качестве будущих бонусов, но с приходом в лондонский клуб Марка Хьюза футболист решил остаться в команде. Летом 2012 года игрок продлил контракт до лета 2016 года. В 2013 году выступал за английский клуб «Фулхэм» на правах аренды. С 2014 года защищал цвета итальянского «Милана» также на правах аренды. 12 июня 2015 года перешёл в клуб «Бенфика», контракт рассчитан на 5 лет.
Имея французское гражданство, выступал за юношеские сборные команды этой страны. В 2009 году сыграл свой первый матч за сборную Марокко. 4 июня 2011 года решил закончить карьеру в сборной в связи с конфликтом с главным тренером Эриком Геретсом: «Больше никогда не буду играть за сборную, я приехал в расположение команды и узнал, что не выйду в основном составе. И это уже не в первый раз. Лучше буду представлять свою страну, выступая за клуб. Прошу прощения у болельщиков, но своё решение менять не собираюсь». В октябре 2011 года Адель вернулся в сборную, однако тренер марокканцев не взял его на Кубок африканских наций 2013.

## Достижения
«Бенфика» (Лиссабон)
- Чемпион Португалии: 2018/19
- Обладатель Суперкубка Португалии: 2019